# Parc Central d'Andorra
El Parc Central es un espai natural i parc situat al bell mig de la ciutat Andorra la Vella al Principat d'Andorra. Està situat a vora del riu Valira.
Aquest parc es un espai verd al centre de la capital andorrana i esdevé l'espai verd més extens de la ciutat amb una extensió de 33.000m2. Conté una zona dedicada al joc infantil, diferents zones verdes, un skatepark, un bar-restaurant dotat de terrassa, un espai reservat per la gent gran per a la celebració de festivitats i activitats pels majors, fonts, etc.
Aquest espai fou dissenyat per l'arquitecte Daniel Gelabert Fontova.

## Aparcament Parc Central
També disposa d'una zona d'aparcament que és la més important de tot el Principat d'Andorra. Situat al carrer Pere d'Urtx al centre de la capital Andorrana disposa d'una gran quantitat de zones d'aparcament tots ells de pagament (amb els primers trenta minuts gratuïts).